# Nain bélier
Le lapin nain bélier est une race de lapins, une variété naine de lapin domestique issue du croisement de lapins béliers français et lapins béliers anglais pour le type et de lapins nains de couleurs pour la taille, toutes deux étant des formes sélectionnées par les éleveurs de lapins de l'espèce Oryctolagus cuniculus. Sa caractéristique est d'avoir de longues oreilles pendantes et une taille fortement réduite comparée à celle des lapins béliers normaux. Généralement facile à apprivoiser et à éduquer, c'est un animal de compagnie apprécié.

## Caractéristiques de la race

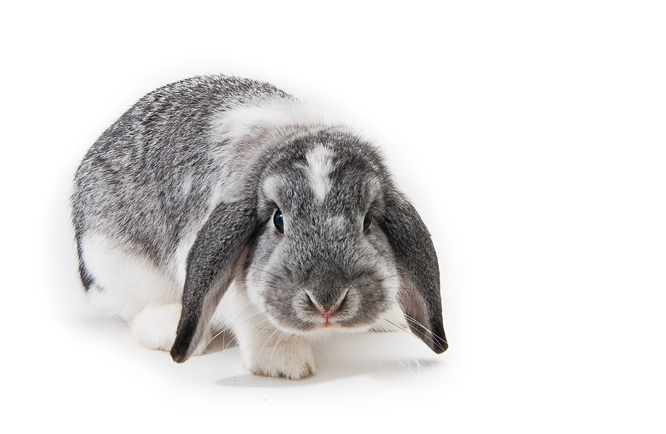
Le lapin nain bélier a un corps massif et des oreilles tombantes.

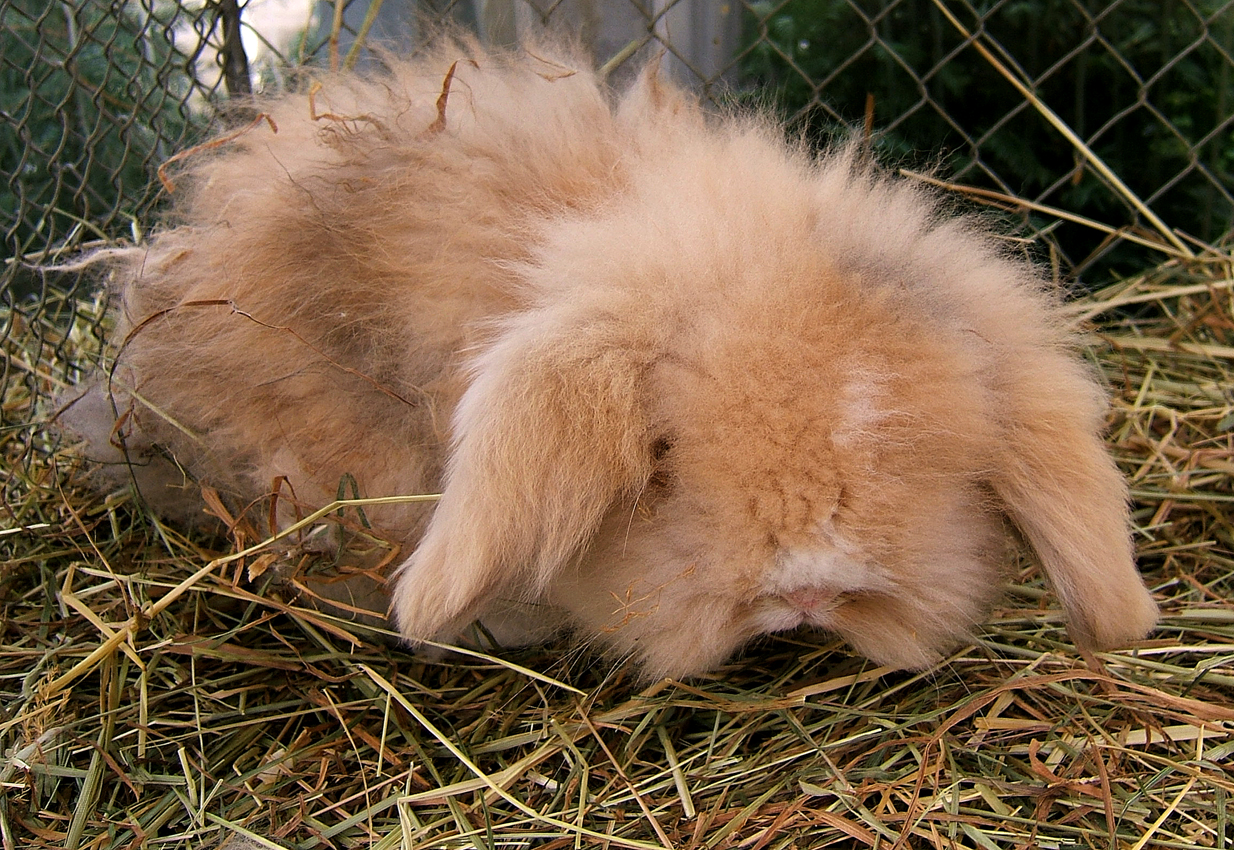
Ce lapin bélier nain, à poil angora teddywidder, n'est pas une race homologuée en France, mais considéré comme une variante.

Le lapin nain bélier est sélectionné aux Pays-Bas à partir de 1952, par croisements progressifs de lapines naines avec des mâles bélier français, puis de bélier anglais. La forme naine est reconnue comme étant une race en 1964 aux Pays-Bas, mais en France il faudra attendre 1984 pour que son standard soit publié par la Fédération française de cuniculture (FFC).
La FFC définit des caractéristiques précises qui sont approximativement celles-ci : un poids compris entre 1,4 kg et 1,7 kg. C'est donc un gabarit plus grand que celui des autres lapins nains. Un aspect massif et musclé, avec une tête plutôt carrée, au museau arrondie et au nez bien marqué. Comme le lapin bélier, il porte de longues oreilles arrondies vers le bas et tombant verticalement vers les joues. La race admet de nombreuses variantes de coloris, de texture ou de longueur du pelage.

Le nain bélier est l'homologue du Holland Lop des américains (jusqu'à 1,81 kg) ou du Miniature Lop des britanniques (jusqu'à 1,6 kg). Les standards de l'American Rabbit Breeders' Association (ARBA) concernant le mini lop (l'équivalent du Dwarf Lop du Royaume-Uni) admettent des corpulences plus importants, allant jusqu'à un poids de 2,7 kg pour une femelle et 3 kg pour un mâle.